# 新加坡文學獎
新加坡文學獎（Singapore Literature Prize）是新加坡的文學獎，由新加坡国家书籍发展理事会於1992年創辦，並受新加坡国家艺术理事会和国家图书馆管理局的支持，每兩年頒發一次，獎勵優秀的新加坡文學作品；最初只頒授給英文作品，2004年起增加华文、马来文及淡米尔文組。獲獎者可得獎金10,000新元。

## 英文组名单

### 1998年
- 奥费安·萨安（亞非言）《长廊》

## 華文組獲獎名單

### 2004年
- 英培安《騷動》

### 2006年
- 謝裕民《重構南洋圖像》

### 2008年
- 英培安《我与我自己的二三事》、希尼尔《希尼尔小说选》

### 2010年
- 謝裕民《M40》、吳耀宗《半存在》

### 2012年
- 英培安《畫室》

### 2014年
小說
- 林高《林高微型小说》

非小說
- 尤今《心也飞翔》、何乃强《父亲平藩的一生》

詩歌
- 周德成《你和我的故事》

### 2016年
小說
- 大獎：從缺[1]
- 优异奖：英培安《戲服》
- 表彰奖：谢裕民《放逐与追逐》、张挥《双口鼎一村－那些年那些事》

非小說
- 陈加昌《我所知道的李光耀》

詩歌
- 大獎：從缺
- 优异奖：吳耀宗《逐想像而居》、陈维彪《航海纪事》

### 2018年
小說
- 李选楼《救灾前线》、张挥《烟事袅袅》

非小說
- 流苏《蔷薇边缘》、翁弦尉《第二张脸》

詩歌
- 陈志锐《狮城地标诗学》

### 2020年
小說
- 黃凱德《豹變》、謝裕民《建國》

非小說
- 黃凱德《dakota》

詩歌
- 吳耀宗《形成愛》

### 2022年
小说
- 希尼尔《丹那美拉的潮声》

非小说
- 黄凯德《小东西》

诗歌
- 语凡《我们不知道的归类》

### 2024年
小说
- 洪添发（笔名海凡）《雨林的背影》[2]

最佳首部作品
- 蔡忆仁《忆翻情溢》

非小说
- 谢裕民《不确定的国家：李光耀与新加坡》

诗歌
- 陈志锐《长夏之诗》、王哲《平庸之作》

## 外部連結
- 官方網站 （页面存档备份，存于）